# Околичная шляхта
Околичная шляхта (другое название застенковая шляхта; пол. szlachta zaściankowa, также zagrodowa; укр. застінкова (згродо́ва, засцянко́ва) шля́хта, также ходачкова, околична; бел. ваколічная шляхта, также засцянковая, заградовая, загонавая, шарачковая) — мелкопоместная (мелкая) шляхта, представители которой владели приусадебными хозяйствами, но не имели крестьян и поэтому сами трудились на своей земле. 
Представители этой шляхты образовывали целые шляхетские поселения — так называемые застенки, (от sciana, стена, межа) односелье, хутор, заимка, одиодворок, одинокий поселок на пустоши, вне общей крестьянской межи, или «околицы», обособленные от остального мира. Околицы представляли собой некое собрание сёл, составлявших одну общину.

## География проживания околичной шляхты
Название «околичная шляхта» было характерно для всех земель Великого княжества Литовского.
По данным исторических источников, издававшихся в Российской Империи, география проживания околичной шляхты — это север Киевской и Волынской губерний, что соответствует северу современных Житомирской и Киевской областей Украины.
Имеющиеся сведения о географии проживания представителей этого сословия позволяют утверждать, что околичная шляхта была сословием, повсеместно распространённым в Великом княжестве Литовском.

### География заушской околичной шляхты
В Заушской волости (за рекой Уж) Овручского уезда околичная шляхта имела и другое название — заушская шляхта. Она включала такие районы современной Житомирской области как Овручский район, Коростенский район, Народичский район, Малинский район, Лугинский район, Олевский район. Потомки многодетных шляхетских родов селились и севернее, на территории современной Беларуси. Например, на территории Мозырского, Речицкого и Брестского уездов.

### География барской околичной шляхты
На севере Подольской губернии на водоразделе Буга и Днестра в Барском старостве отмечено проживание околичной шляхты. В старостве во второй половине XVIII века отмечено 13 сёл (околиц), в которых проживала околичная шляхта: Елтухи (Евтухи), Галузинцы, Волковинцы, Радзеевцы (Радыевцы), Васютинцы, Петрани, Лопатинцы, Коростовцы, Сербиновцы, Степанковцы, Поповцы, Гальчинцы и Буцни. По переписи шляхтицких околиц 1739 года число околичной шляхты простиралось до 230 лиц мужского пола, которые распределялись среди околиц крайне неравномерно.

### География лидской околичной шляхты
В Лидском повете Виленского воеводства Великого княжества Литовского (затем — Речи Посполитой) проживали представители околичной шляхты в населенных пунктах Эйшишки, Радунь, Лида, Нача, Заболоть.

## Известные роды околичной шляхты

### Известные роды заушской шляхты
По данным В. Б. Антоновича, вокруг Овруча жило около 50-и родов околичной шляхты. Наиболее многочисленные роды:
| Барановские | Билоцкие     | Бехи        | Болсуновские | Булгаки    | Белошицкие    | Васьковские  |
| Верповские  | Волковские   | Выговские   | Геевские     | Гошовские  | Дидковские    | Загребельные |
| Закусилы    | Каленские    | Кобылинские | Кончаковские | Коркушки   | Костюшковские | Левковские   |
| Липские     | Макаревичи   | Меленевские | Можаровские  | Мошковские | Невмержицкие  | Недашковские |
| Пашинские   | Сынгаевские  | Толкачи     | Торгонские   | Ущаповские | Ходаковские   | Чоповские    |
| Швабы       | Шкуратовские |             |              |            |               |              |

Люстрация 1683 года указывает на Левковских как на самый многочисленный род околичной шляхты..

### Известные роды барской шляхты
По данным М. Грушевского, вокруг Бара жило более 100 родов околичной шляхты. Упоминаемые Грушевским фамилии околичной шляхты:
| Радзеевский | Елтуховский | Коростовский  | Волковинский | Шмиль      | Гуць        | Гава        |
| Крымец      | Снигур      | Бацюра        | Рябченко     | Касьяненко | Глаузинский | Скоропис    |
| Мазепа      | Васютинский | Пантенко      | Поповский    | Тарас      | Карпченко   | Йозепенко   |
| Петренко    | Кобченко    | Мордас        | Сечинский    | Ляховецкий | Кариченко   | Гаврышенко  |
| Вольский    | Родванский  | Васильковский | Немиш        | Возненко   | Лопатинский | Холевинской |

### Известные роды лидской шляхты
По данным М. Нарбута, среди лидской шляхты встречались фамилии Едка, Чапля, Вильканец, Болтич, Сонгин, Поветовский.

## Происхождение, быт и нравы околичной шляхты
Источники, описывающие околичную шляхту, весьма скудны и в по некоторым вопросам дают противоречивые свидетельства о происхождении, быте и нравах околичной шляхты.
В статье «Об околичной шляхте» из «Архива юго-западной России» 1867 года приводятся сведения по истории и географии околичной шляхты, которая, это особо подчеркивается, имеет древнее русское происхождение
 «… народонаселение это чисто русское по своим семейным и историческим преданиям, по вере, языку и сознанию народности».
5 декабря 1838 года волынский генерал-губернатор О. Маслов после ревизионной поездки по краю направил рапорт Николаю I об околичной шляхте. Царь пишет на полях: «Строго изучить». В донесении говорилось:
«На Волыни есть много бедных шляхтичей, которые в отличие от остальных, живут целыми сёлами, которые называются околицами и не отличаются от крестьян ни ментальностью, ни способом жизни, не платят налогов, не подлежат государственной службе, пользуются дворянскими привилегиями. Эти люди говорят по малороссийски, однако, несмотря на бедность, живут достойно и чисто»..

М. С. Грушевский подчёркивал, что
«околичний шляхтич стояв значно ближче до тубільної селянської маси, ніж справжніх польських дворян, сповнених визнанням своїх суверенних прав і привілеїв, своєї незмірної переваги над „хлопством“, яку ми зазвичай уявляємо собі, кажучи про польську шляхту»..
Кандидат исторических наук, директор школы из города Малин Житомирской области Василий Тимошенко пишет:
«Вчені в цілому сходяться на думці, що овруцька околична шляхта — це боярство XIV ст. (цим терміном позначався увесь спектр соціальних рівнів), віддані слуги останніх київських князів, які на нижчих ієрархічних щаблях вельми нагадували дружину колишнього Київського князівства, а переживши монгольську навалу, володіли на момент переходу під руку великого князя литовського більшою чи меншою земельною ділянкою. Київський князь Володимир Ольгердович (1363—1394) розселив її в одному місці, виділивши землі, призначені під ординську службу. Зауські шляхтичі під час військових походів були зобов’язані ставити намети для київського воєводи.».

По свидетельству очевидца Михалона Литвина, природа на тот момент была гораздо богаче нынешней, что давало возможность, пользуясь её плодами, нормально жить:
«У лісах і полях достаток таких тварин, як зубри, онагри, олені; їх у такій кількості вбивають заради шкіри, що все м’ясо через надмірний достаток викидають, крім філейних частин. На диких кіз і кабанів вони не звертають уваги. Антилоп, коли вони переходять узимку зі степів у ліси, а влітку — у степи, така безліч, що кожен селянин убиває тисячу. По берегах рік раз у раз зустрічаються доміки бобрів. Разючий достаток птахів, такий, що діти навесні наповнюють цілі човни яйцями диких качок, гусей, журавлів та лебедів, а потім їхніми пташенятами заповнюють пташники. Орлят тримають у клітках заради пірря, щоб потім робити оперення для стріл. Собак годують дичиною і рибою. Адже ріки рясніють невірогідною кількістю осетрів та інших великих риб, які піднімаються з моря нагору по річках у прісну воду.»
Даже после третьего раздела Речи Посполитой околичные шляхтичи в большинстве своём не платили налогов и были свободными людьми: служили в армии и в уездных учреждениях, в охране Овручской тюрьмы, были чинами жандармского корпуса, а их делегаты заседали в дворянском уездном собрании в Овруче. Имея собственную землю, выращивали хорошие урожаи, держали много худобы, коней, занимались бортничеством, охотой, рыболовством..
Околичной шляхте была присуща клановость, замкнутость развития, разделение по принципу «свой — чужой». Для экономических отношений характерна патриархальность и общинность — по принципу русской сельской общины XIX века. По мнению В. Б. Антоновича, они придерживались православной веры и сопротивлялись католицизму и полонизации, хотя это не всегда отвечало действительности. Так, Левковский мужской базилианский монастырь Антонович называл православным, хотя церковь и монастырь в Левковичах-Немиричах принадлежали василианам. Греко-католическими были церкви и во многих других сёлах заушской околичной шляхты.

### Свидетельства из истории заушской шляхты
Имеются свидетельства, что во взгляде околичных шляхтичей на степень и силу обиды преобладал народный взгляд над шляхетским. Так, сильнейшими обидами считали:
- если оскорбление действием или словом случалось в церкви или в церковной ограде;
- если родственник вытащил родственника за воротник из дома на улицу;
- если женщине сбивали повязку с головы, «чинячи простоволосою».

Особенно непримиримы и продолжительны были тяжбы в последнем случае. «Как бы изменницу какую вёл он меня за шею, сбросив мне публично намитку с головы» — жалуется Ефросиния Редчицевая на Фёдора Думинского. А тяжба Невмерицких с Левковскими продолжалась 20 лет (1693—1713) за то, что Левковские «намитку (женскую головную повязку), сорвав с головы Феофилы Невмерицкой, учинили её простоволосою».

### Свидетельства из истории барской шляхты
М. С. Грушевский отмечает, что барская шляхта, подобно овруцкой, до конца дней Речи Посполитной сохраняет южнорусский туземный облик и стоит близко к народной массе. Этнографическая основа туземная. На основании данных люстрации 1565 исследователь М. Ф. Владимирский-Буданов пришел к выводу, что туземный элемент в Барском старостве составлял свыше 90 % сельского населения и около 80 % всего населения. Туземцы составляют главную массу в среде местной шляхты, а иноплеменные элементы незначительны.
В начале XVII века по данным люстрации 1615—1616 годов среди местной шляхты было также много туземных родов, хотя польский элемент значительно усилился. Туземное ядро продолжало держаться весьма устойчиво и позднее. К туземной основе примешивались разновременно в значительном количестве иноплеменные элементы (в этом отношении барская околичная шляхта значительно отличается от овруцкой, куда иноплеменная стихия проникает очень мало). Самым многочисленным ингредиентом был польский, приходивший в виде поссессоров, заставников, покупщиков земли. Среди пришлого отмечен также южнославянский и татарский элемент, хотя в меньшей степени.
Акты велись на официальном польском языке. Обычным языком барской околичной шляхты был малорусский. Барская шляхта, как и большинство подольского населения во второй половине XVIII века, официально принадлежала к греко-униацкому обряду.

## Письменные памятники и свидетельства околичной шляхты

### ГрамотаСигизмунда Августазаушским боярам

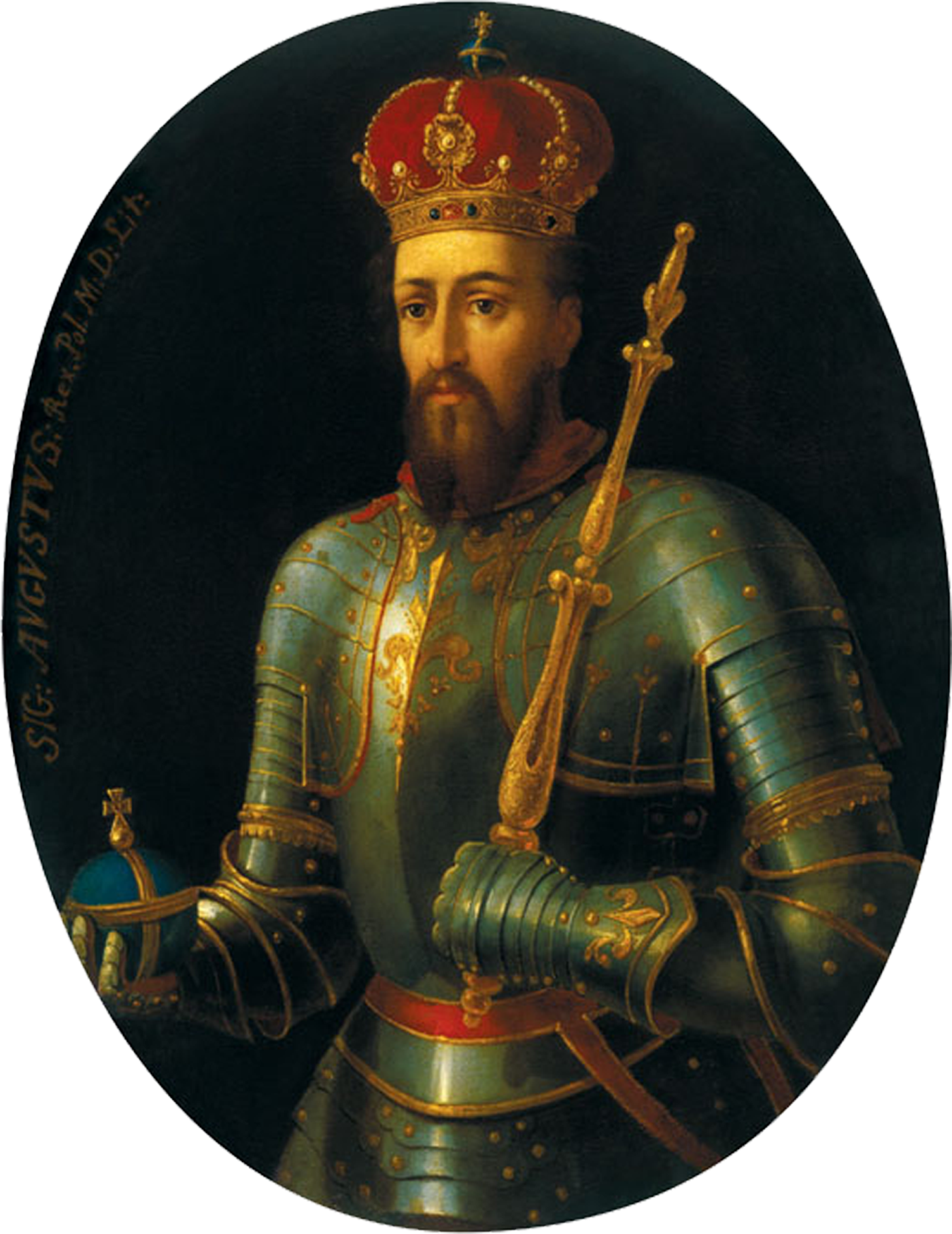
Сигизмунд Август

4 февраля 1570 года Каленские, Ходаковские, Багриновские, Бялошицкие и другие от имени заушской шляхты получили грамоту Сигизмунда Августа с подтверждением шляхетских прав и освобождением от замковых повинностей и суда овруцкого старосты:
«… с братьею своею земянами киевскими з Заушья, бьючи нам челом о том: иж яко с давних часов, за славной и святой памяти предков наших, королей Польских и великих князей Литовских, всяких прав, свобод и вольностей шляхетских уживали и службу нашу земскую военную, за потребою припалою… заровно с иншими земянами… служили, и покладали перед нами листы наши, с канцелярии нашей великого княжества Литовского до Воеводы киевского и каштеляна киевского писанные, россказуючи, абы ни в чом не нарушаючи стародавних прав, вольностей и свобод шляхетских, ни до яких иных повинностей и послуг замковых им незвыклых, также и послушенству и присуду замковому не притягали… после Унии… присягу к Короне учинили и в реестр межи иными земянами и обывателями земли киевской… перед нас господаря принесены… — на чоломбитье их, яко верных подданных наших, учинили, а их при всяких правах, свободах и вольностях шляхетских… зоставили и заховали, и их жоны, дети, потомки и щадки обоего поколения… служачи нам господару и речи Посполитой, службу нашу земскую, военную… водлуг потребы… албо рушенья посполитого, а иных повинностей и послуг замковых, полнити и чинити не повинни. Дан в Варшаве. Реляция вельможного Валентого Дебинского з Дебян».